# Salgueiro (favela)
O Complexo do Salgueiro é uma região que engloba um conjunto de favelas entre os bairros do Salgueiro e da Fazenda dos Mineiros, no município brasileiro de São Gonçalo, no estado do Rio de Janeiro.
Atualmente, a região é considerada uma das mais violentas do município (ao lado de comunidades como Nova Grécia, Alma, Menino de Deus, Chumbada e Jardim Catarina), bem como de toda a metrópole do Rio de Janeiro. O Morro do Salgueiro - a maior comunidade do complexo - é passagem obrigatória para as Palmeiras, bairro vizinho que também é afetado pelos frequentes confrontos armados relacionados ao tráfico de drogas na região. 
Seu nome tornou-se conhecido nacionalmente através do Rap do Salgueiro, sucesso da dupla Claudinho e Buchecha, que teve sua origem no local.

## Subdivisões
As localidades do Complexo do Salgueiro são:
- Morro do Salgueiro
- Favela da Fazenda
- Itaoca
- Itaúna
- Favela Luiz Caçador
- Parque das Palmeiras
- Recanto das Acácias

As favelas anexadas ao complexo são:
- Buraco Quente
- Morro do Coqueiro
- Morro do querosene
- Morro da Tabajara
- Morro da Doze
- Favela dos Mineiros